# 楚加奇国家森林
楚加奇国家森林（英語：Chugach National Forest）是美国的一处国家森林，1907年7月23日建立，位处阿拉斯加州，占地面积6,908,540英畝（27,957.9平方），是美国境内第二大国家森林，最近的城市为安克雷奇。